# Juan Rodríguez de la Cámara
Pour les articles homonymes, voir Juan Rodriguez, Rodriguez et Cámara.
Juan Rodríguez de la Cámara ou Juan Rodríguez del Padrón (né à Padrón en 1390 et mort en 1450), dont le nom est parfois francisé en Jehan Rodrigues de la Chambre, est un écrivain et poète galicien (province d'Espagne) écrivant en castillan. Son œuvre la plus connue est le Siervo libre de amor.
Il est l'auteur du Triomphe des dames (Triunfo de las donas), un texte en prose qui fait la louange des femmes et qui a été traduit en français en 1460 par Fernand de Lucène à la demande du portugais Vasquemude de Villelobes pour le compte du duc de Bourgogne Philippe le Bon dont il était écuyer ; le manuscrit de la traduction française est conservé au Cabinet des manuscrits de la Bibliothèque royale de Belgique, sous la cote ms. 10778.
Juan Rodriguez de la Cámara fut secrétaire du cardinal espagnol Don Juan de Cervantes (1382-1453) au concile de Bâle qui débuta le 23 juillet 1431.

## Principaux ouvrages
- Siervo libro de amor (1439)

Texte en prose avec quelques insertions lyriques. Un manuscrit est conservé à la bibliothèque nationale d'Espagne à Madrid (référence : 6052, f. 129v-141v)
- Cadira de honor (après 1440)

Ce texte est une suite du Triunfo de las doñas. Dans la préface du Triomphe des dames (traduction française du Triunfo de las doñas), le traducteur évoque le Cadira de honor dont il traduit le titre par Chaiere d'honneur.
- Triunfo de las doñas (après 1445)

Textes en prose, deux manuscrits d'une traduction française (sous le titre Triomphe des dames) sont conservés à la Bibliothèque royale de Belgique (références : Ms. 2027, Ms. 10778). Cette traduction a été imprimée sous trois éditions, respectivement par Pierre Sergent, Michel le Noir et Pierre le Caron. La traduction en français a souvent été attribuée à l'humaniste et traducteur Vasco de Lucena (Vasque de Lucène), mais en fait le manuscrit précise bien que le traducteur est Fernand de Lucène (peut-être un frère de Vasque).
- Siete Gozos de amor (après 1445)

Il s'agit d'une parodie du thème religieux chrétien des « sept allégresses de la Vierge » (en espagnol : Siete Gozos de la Virgen), en comparaison, Rodriguez de la Cámara décrit les sept allégresses suivantes :
1. La première vision de la dame
2. La première reconnaissance visuelle par la dame
3. Avoir la permission de parler à la dame
4. Avoir la permission de servir la dame
5. Le faire à chaque fois
6. L'espoir du plaisir désiré
7. Aimer et être aimé

- Bursario (après 1445)

Un manuscrit est conservé à la bibliothèque nationale d'Espagne à Madrid (référence : 6052, f. 55v-129r).
- El planto que fiço Pantasilea (vers 1440)